# スカイフラッシュ (ミサイル)
スカイフラッシュ（Skyflash）は、イギリスのBAe社が開発したセミアクティブ・レーダー・ホーミング（SARH）誘導方式の視程外射程ミサイル。
アメリカ合衆国のスパローの発展型であり、イギリス空軍のほかスウェーデン空軍などで使用された。

## 概要
1973年よりXJ521計画として開発が開始された。スパローのE型（AIM-7E）の発展計画であり、主な改良箇所はシーカーや誘導装置、信管など内部回路系統である。特にシーカーの電波は逆モノパルスとなり、低空目標への対処能力が向上している。また、ECCM（対電子妨害対抗能力）も向上した。なお、空力関係など外形はほとんど変化がない。そのため、スパローとの搭載互換性は高い。なお、制御は中央部の4枚の動翼によって行われ、尾端は安定翼である。
1978年より、イギリス空軍への実戦配備が開始され、F-4へ搭載された。1985年からはトーネード ADVにも搭載されている。F-4、トーネードとも、ミサイルは胴体下部に半埋め込み式に4発搭載される。
1991年には改良型としてアクティブ・レーダー・ホーミング誘導式のスカイフラッシュ Mk.2（アクティブスカイフラッシュ）の開発が検討されたが、1991年に中止となった。その後さらにラムジェット推進としたS225Xが研究されたもののこちらも中止となった。
イギリス空軍では1996年からAIM-120の導入と同時に退役が進められ、2006年に完全に運用を終了した。本ミサイルの後継として、ミーティアがイタリア、ドイツ、フランスと共同で開発されている。

## 運用国
- イギリス：イギリス空軍（F-4、トーネード ADV）
- イタリア：イタリア空軍（トーネード ADV）
- サウジアラビア：サウジアラビア空軍（トーネード ADV）
- スウェーデン：スウェーデン空軍（サーブ 37 ビゲン）「Rb71」の名称で採用